# Mura (Spagna)
Mura è un comune spagnolo di 208 abitanti situato nella comunità autonoma della Catalogna.